# Parafia Najświętszego Serca Jezusowego w Delastowicach
Parafia Najświętszego Serca Jezusowego w Delastowicach – parafia rzymskokatolicka, znajdująca się w diecezji tarnowskiej, w dekanacie Szczucin.